# Konsumtion
Se även konsumtion (juridik) och konsument (ekologi).

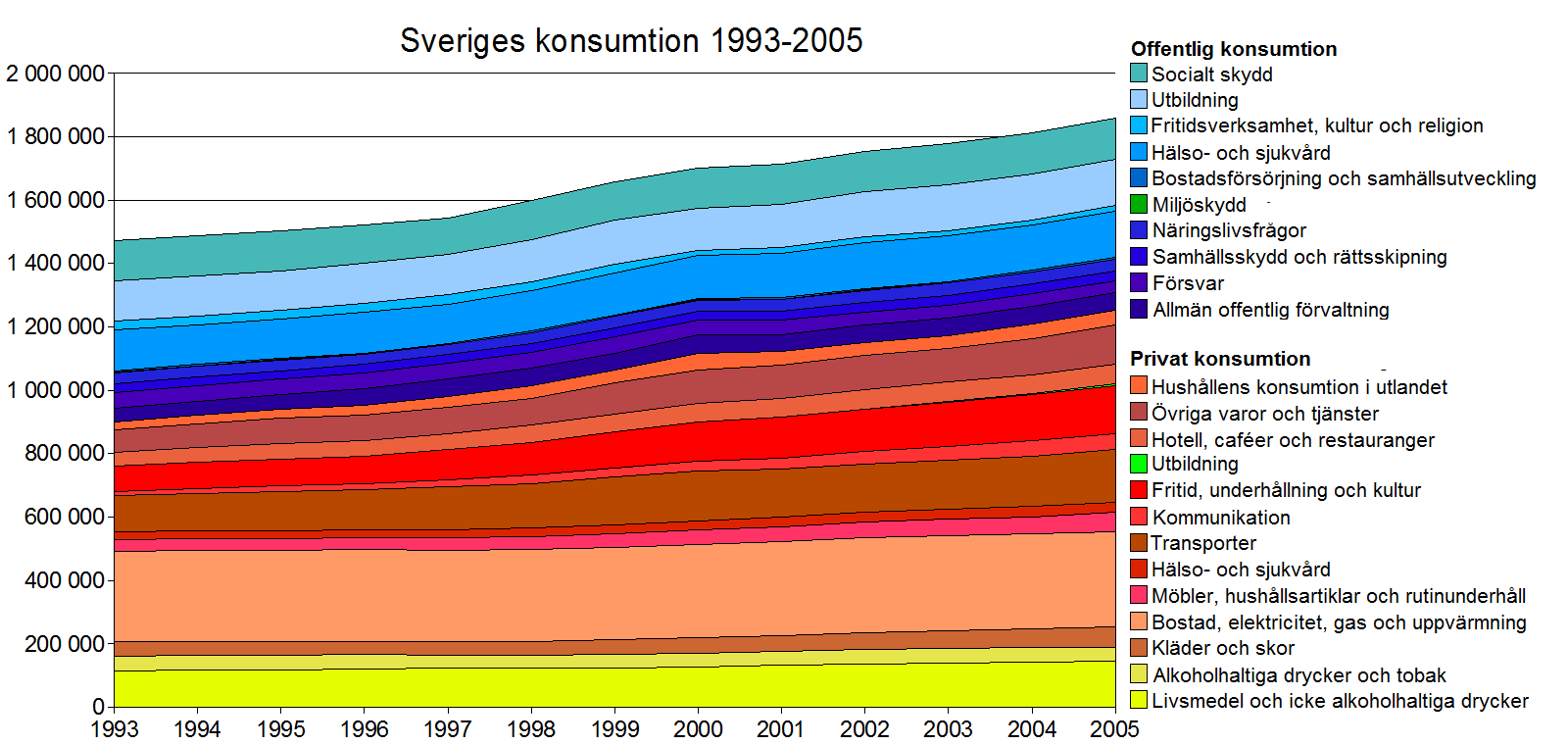
Sveriges konsumtion 1993-2005. Miljoner kronor i fasta priser (år 2000).

Konsumtion är den slutliga förbrukningen av varor och tjänster. Förbrukningen får alltså inte ske i syfte att producera nya varor eller tjänster.
Inom nationalekonomin förekommer två typer av konsumtion. Offentlig konsumtion är de utgifter stat och kommuner har för exempelvis vård och andra offentliga tjänster. Privat konsumtion är de delar av hushållens inkomster som inte går till sparande.
Enligt den modell som försörjningsbalansen är uppbyggd på kan producerade varor och tjänster antingen konsumeras eller investeras.
| Tillgångar                  | Förbrukning                           |
| --------------------------- | ------------------------------------- |
| - Produktion (BNP) - Import | - Konsumtion - Investeringar - Export |

## Källhänvisningar
1. ↑   konsumtion i Nationalencyklopedins nätupplaga. Läst 31 januari 2015.